# Pierce Brosnan
Pierce Brendan Brosnan, irski filmski in televizijski igralec ter pevec, * 16. maj 1953, Drogheda, Irska.
Leta 1995 je zaigral v filmu o tajnem agentu 007 z naslovom Zlato oko kot James Bond. 

## Filmi
| Year | Title                                              | Role                               |
| ---- | -------------------------------------------------- | ---------------------------------- |
| 1979 | Murphy's Stroke                                    | Edward O'Grady                     |
| 1980 | The Long Good Friday                               | 1st Irishman                       |
| 1980 | The Mirror Crack'd                                 | Actor playing "Jamie"              |
| 1986 | Nomads                                             | Jean Charles Pommier               |
| 1987 | Taffin                                             | Mark Taffin                        |
| 1987 | The Fourth Protocol                                | Valeri Petrofsky/James Edward Ross |
| 1988 | The Deceivers                                      | William Savage                     |
| 1989 | The Heist                                          | Neil Skinner                       |
| 1990 | Mister Johnson                                     | Harry Rudbeck                      |
| 1991 | Murder 101                                         | Charles Lattimore                  |
| 1991 | Victim of Love                                     | Paul Tomlinson                     |
| 1992 | The Lawnmower Man                                  | Dr. Lawrence Angelo                |
| 1992 | Live Wire                                          | Danny O'Neill                      |
| 1993 | Očka v krilu                                       | Stuart "Stu" Dunmire               |
| 1993 | Death Train                                        | Michael "Mike" Graham              |
| 1993 | Entangled                                          | Garavan                            |
| 1993 | The Broken Chain                                   | Sir William Johnson                |
| 1994 | Love Affair                                        | Ken Allen                          |
| 1994 | Don't Talk to Strangers                            | Douglas Patrick Brody              |
| 1995 | Night Watch                                        | Michael 'Mike' Graham              |
| 1995 | GoldenEye                                          | James Bond                         |
| 1996 | Mars Attacks!                                      | profesor Donald Kessler            |
| 1996 | The Mirror Has Two Faces                           | Alex                               |
| 1997 | Robinson Crusoe                                    | Robinson Crusoe                    |
| 1997 | Dante's Peak                                       | Harry Dalton                       |
| 1997 | Tomorrow Never Dies                                | James Bond                         |
| 1998 | Quest for Camelot                                  | kralj Artur                        |
| 1998 | The Nephew                                         | Joe Brady                          |
| 1999 | Grey Owl                                           | Archibald "Grey Owl" Belaney       |
| 1999 | The Match                                          | John MacGhee                       |
| 1999 | The Thomas Crown Affair                            | Thomas Crown                       |
| 1999 | The World Is Not Enough                            | James Bond                         |
| 2001 | The Tailor of Panama                               | Andrew Osnard                      |
| 2002 | Die Another Day                                    | James Bond                         |
| 2002 | Evelyn                                             | Desmond Doyle                      |
| 2004 | After the Sunset                                   | Max Burdett                        |
| 2004 | Laws of Attraction                                 | Daniel Rafferty                    |
| 2005 | The Matador                                        | Julian Noble                       |
| 2006 | Seraphim Falls                                     | Gideon                             |
| 2007 | Butterfly on a Wheel                               | Tom Ryan                           |
| 2007 | Married Life                                       | Richard Langley                    |
| 2008 | Mamma Mia!                                         | Sam Carmichael                     |
| 2008 | Thomas & Friends The Great Discovery               | pripovedovalec                     |
| 2009 | The Greatest                                       | Allen Brewer                       |
| 2010 | The Ghost Writer                                   | Adam Lang                          |
| 2010 | Percy Jackson & the Olympians: The Lightning Thief | Chiron                             |
| 2010 | Remember Me                                        | Charles Hawkins                    |
| 2010 | Oceans                                             | pripovedovalec                     |
| 2011 | Salvation Boulevard                                | Dan Day                            |
| 2011 | I Don't Know How She Does It                       | Jack Abelhammer                    |
| 2013 | Love Is All You Need                               | Phillip                            |
| 2013 | The World's End                                    | Guy Shephard                       |
| 2014 | The Love Punch                                     | Richard Jones                      |
| 2014 | A Long Way Down                                    | Martin Sharp                       |
| 2014 | The November Man                                   | Peter Devereaux                    |
| 2015 | Some Kind of Beautiful                             | Richard Haig                       |
| 2015 | Survivor                                           | The Watchmaker                     |
| 2015 | No Escape                                          | Hammond                            |
| 2015 | A Christmas Star                                   | Mr. Shepherd                       |
| 2016 | Urge                                               | Daemon Sloane/The Man              |
| 2016 | I.T.                                               | Mike Regan                         |
| 2017 | The Only Living Boy in New York                    | Ethan Webb                         |
| 2017 | The Foreigner                                      | Liam Hennessy                      |
| 2018 | Spinning Man                                       | Det. Robert Malloy                 |
| 2018 | Mamma Mia! Spet začenja se                         | Sam Carmichael                     |
| 2018 | Final Score                                        | Dimitri Belov                      |
| TBA  | The King's Daughter                                | kralj Ludvik XIV.                  |
| TBA  | H-Block                                            |                                    |
| TBA  | The Medusa                                         | Caruel                             |
| TBA  | Across The River and Into The Trees                | Colonel Cantwell                   |